# آمارا کاران
آمارا کاران (انگلیسی: Amara Karan؛ زادهٔ 1984 میلادی) بازیگر اهل بریتانیا است. وی از سال ۲۰۰۷ میلادی تاکنون مشغول فعالیت بوده‌است.
از فیلم‌ها و سریال‌های تلویزیونی که وی در آن نقش داشته‌است، می‌توان به ترسی شگرف از همه‌چیز، سنت ترینیان، دارجلینگ محدود، شب، قسمت بالایی، وظیفه، پوآرو، دکتر هو و مرگ و زندگی جان اف. دونوون اشاره کرد.